# ديفا (غيبوثكوا)
بلدية ديفا (بالإسبانية: Deva) هي بلدية تقع في مقاطعة غيبوثكوا التابعة لمنطقة إقليم الباسك شمال إسبانيا.

## الديموغرافيا
يبلغ عدد سكان بلدية ديفا 5.420 نسمة عام 2011 (وفقاً للمعهد الوطني للإحصاء الإسباني).
| 5.042 | 5.090 | 5.219 | 5.274 | 5.367 | 5.408 | 5.420 |

## أعلام
- ميريام برافو
- أسيير رييسغو